# Tour Zhenhai
La tour Zhenhai (chinois : 鎮海樓, littéralement « bâtiment qui garde la mer », romanisation en cantonais: Zan³hoi²lau⁴, en pinyin : zhèn hǎi lóu ; ou parfois en chinois : 望海樓, wàng hǎi lóu, littéralement « bâtiment qui regarde vers la mer » ; aussi connu comme le « bâtiment aux cinq étages », chinois : 五層樓) est un ancien mirador situé sur le Mont Jyutsau à Canton, en Chine. 

## Histoire
Ce mirador, construit en 1380, porte le nom de « zhèn hǎi lóu » (le « bâtiment qui garde la mer »), depuis la dynastie Ming parce que, au cours de cette dynastie, les pirates japonais attaquèrent fréquemment les côtes cantonaises et les habitants voulurent repousser ces pirates. 
Depuis 1956, le mirador abrite le Musée de Canton.

## Galerie de photographies
|  |  |  |  |